# Neoherminia lojanalis
Neoherminia lojanalis är en fjärilsart som beskrevs av Paul Dognin 1914. Neoherminia lojanalis ingår i släktet Neoherminia och familjen nattflyn. Inga underarter finns listade i Catalogue of Life.